# Хилкова, Екатерина Николаевна
Екатерина Николаевна Хилкова (1827, Тамбов — 1876?) — русская художница и педагог XIX века.

## Биография
Родилась в 1827 году в Тамбове. 
В 1852—1856 годах училась на женском отделении петербургской Рисовальной школы. В 1855 году получила малую (второго достоинства) серебряную медаль за картину «Внутренний вид женского отделения Петербургской рисовальной школы для вольноприходящих». Обозреватель журнала «Отечественные записки», сравнивая это произведение с другими картинами женщин-художниц на выставке ИАХ 1855 года, дал ему высокую оценку и отметил, что «г-жа Хилкова нисколько не впала в однообразие поворотов своих фигур и показала большее знание условий комнатной перспективы». Эта и другая картина интерьера школы находятся в Русском музее.
В 1864 году за портрет статс-секретаря Е. А. Булгакова получила ещё одну малую серебряную медаль, а также звание классного художника 3-й степени. По другим сведениям, неклассного (свободного) художника.
Помимо вышеуказанных картин, является автором «Семейного портрета Матюниных» (ныне в Музее изобразительных искусств Татарстана). Искусствовед Г. И. Разумейченко указывает, что портрету присуща «гармония красок, тонкость вкуса, элегантность письма и законченность композиции».
В 1859—1864 годах преподавала в Рисовальной школе Общества поощрения художников, была педагогом во втором классе (из четырёх), где ученицы делали рисунки с гипсовых масок. По свидетельству С. И. Лаврентьевой, учившейся в те времена в школе, Хилкова проводила занятия «довольно небрежно, никогда ничего порядком не растолковывая».
Участник выставок ИАХ в 1858, 1869, 1870, 1874 и 1876 годах. 
С 1876 года упоминания в печати о её жизни и творчестве исчезают.

## Галерея

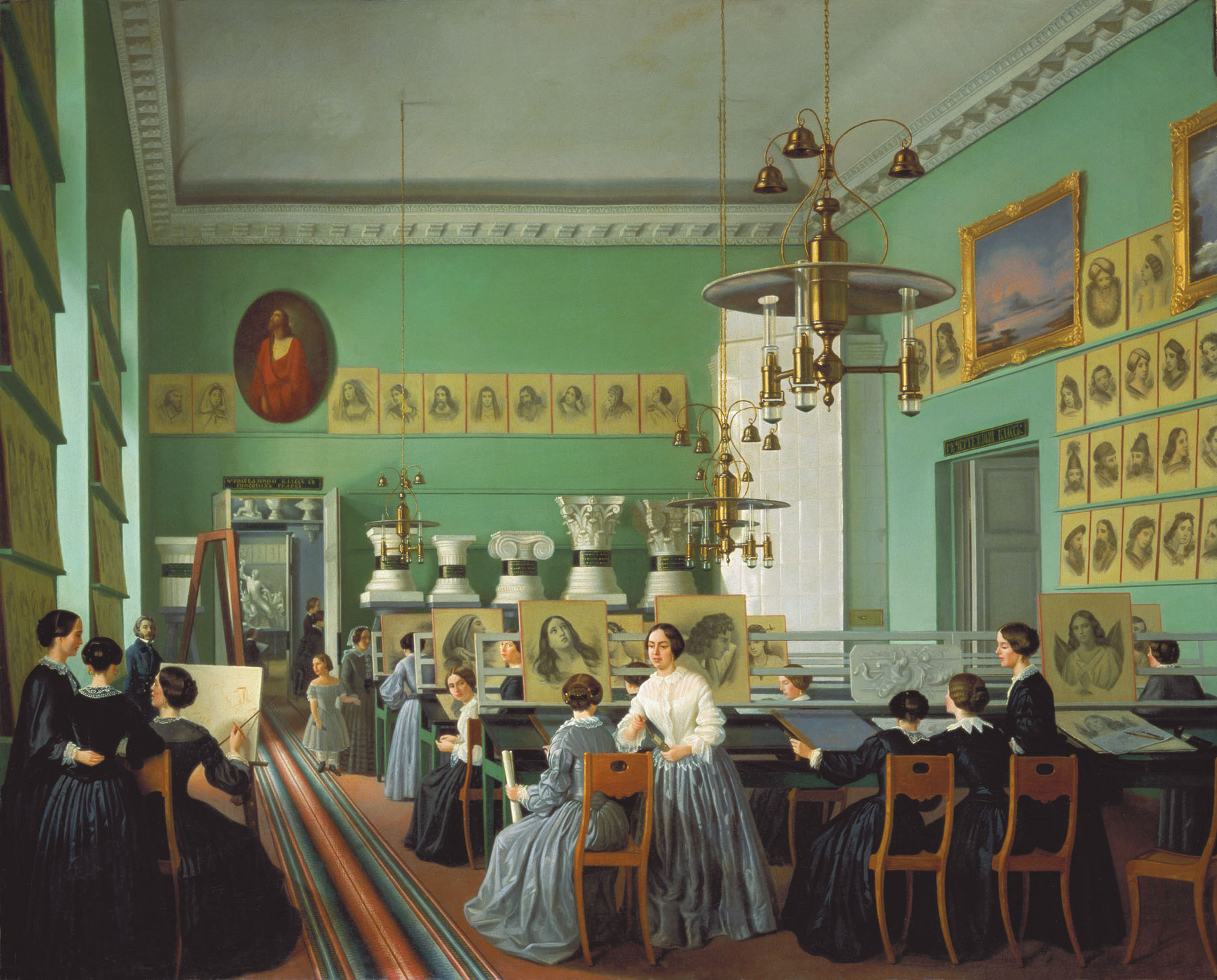
Внутренний вид женского отделения Петербургской рисовальной школы для вольноприходящих. 1855
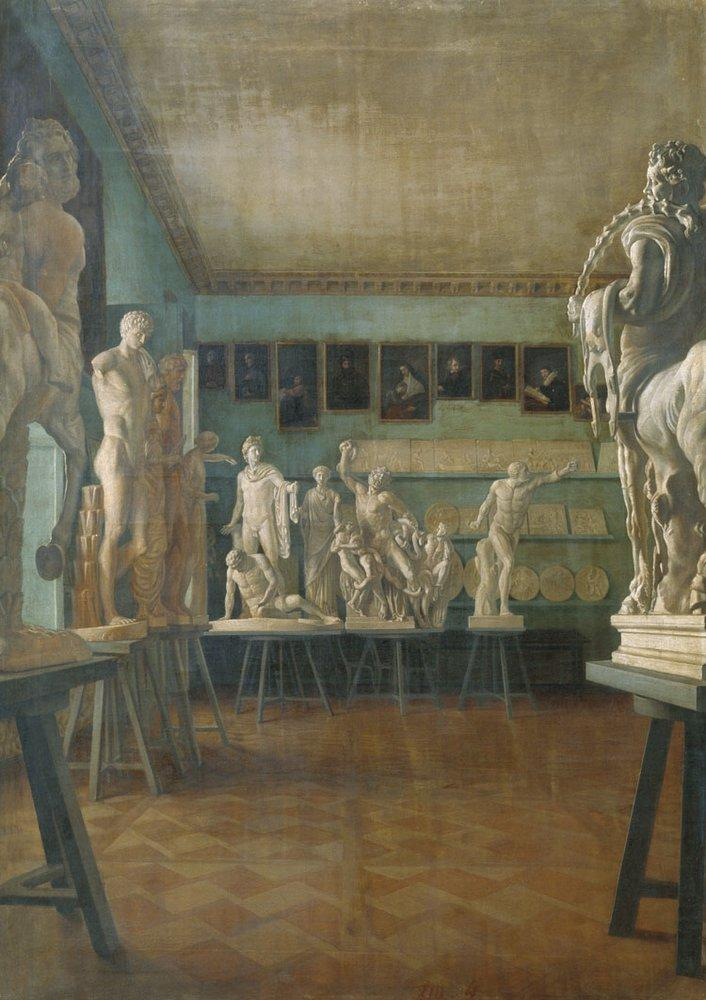
Внутренний вид класса Петербургской рисовальной школы в помещении таможенного здания
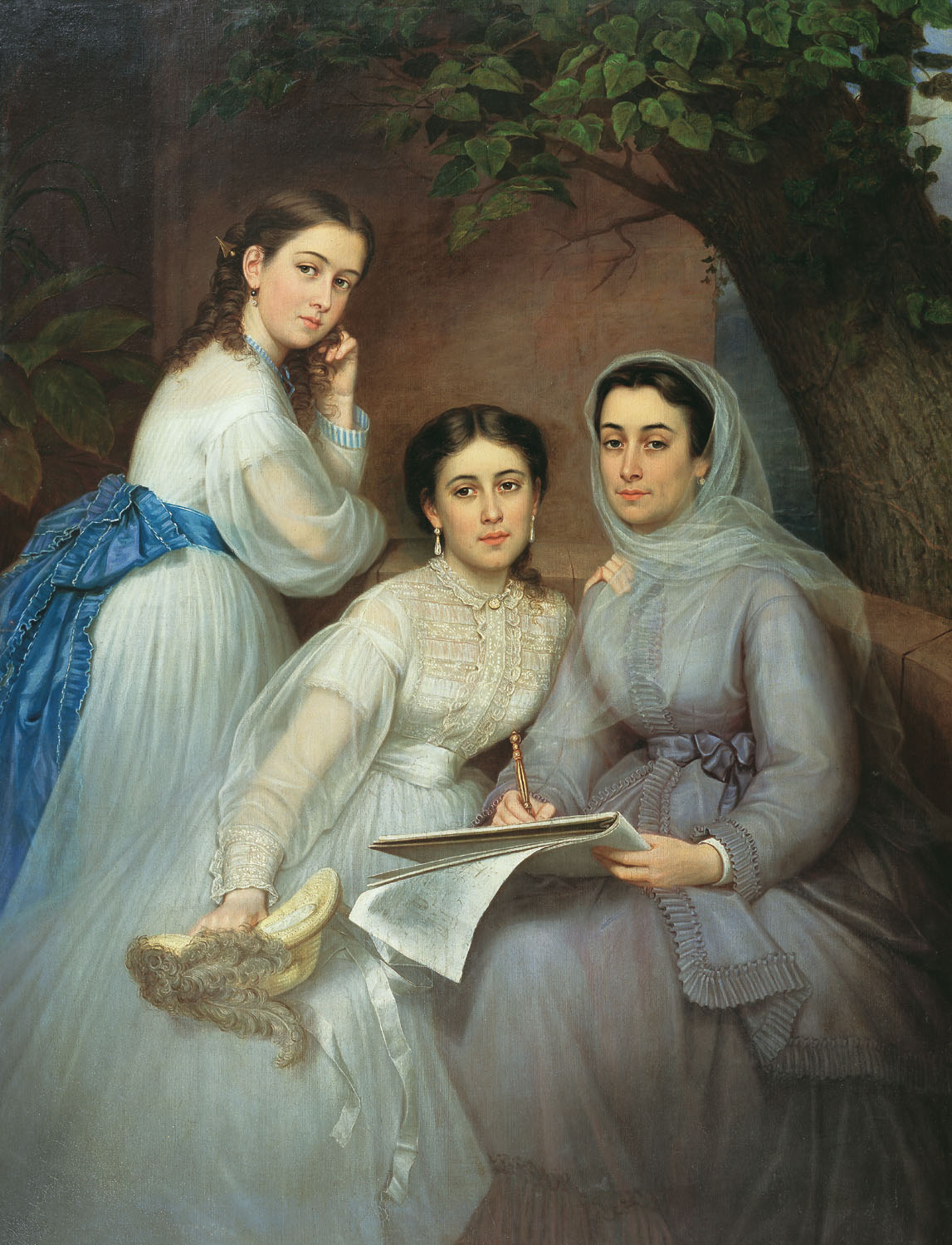
Семейный портрет Матюниных. 1860-е